# Sadriddin Buxoriy
Sadriddin Salim Buxoriy (Sadriddin Salimov) (usbekisch Sadriddin Salim Buxoriy; * 16. September 1946 in Chopboz-Guzar, Provinz Buxoro, Usbekische SSR; † 10. März 2010 ebenda) war ein usbekischer Schriftsteller, Dichter, Publizist, Historiker und Übersetzer. Er war auch Drehbuchautor für Fernsehfilme. Er übersetzte Johann Wolfgang von Goethes „West-östlichen Divan“ vom Deutschen ins Usbekische. Darüber hinaus beschäftigte er sich mit der Erforschung der Lehren der Nakschibendi.
In verschiedenen Jahren arbeitete er als Dozent an der Bucharaer Staatlichen Universität und leitete das Zentrum für Spiritualität und Aufklärung der Provinz Buxoro. Von 2001 und bis zu seinem Lebensende war er Chefredakteur des Verlags „Buxoro“ und Mitglied des Schriftstellerverbandes Usbekistans.

## Leben
Sadriddin Salimov wurde am 16. September 1946 in einer intelligenten Familie in Chopboz-Guzar in der Provinz Buxoro geboren. In den Jahren 1967 bis 1972 studierte er an der Fakultät für deutsche Sprache des Bucharischen Pädagogischen Instituts (heute Staatliche Universität Buchara). Dann arbeitete er am Lehrstuhl für «Fremdsprachen» dieses Instituts und unterrichtete viele Jahre lang Deutsch. In den Jahren 1997–1999 leitete er das Zentrum für Spiritualität und Aufklärung der Provinz Buxoro. Von 2001 bis zu seinem Lebensende arbeitete er als Chefredakteur des Buchara-Verlags.
Sadriddin Salim Buxoriy starb am 10. März 2010 in Buxoro an einem schweren Herzinfarkt.

## Werke
Sadriddin Salim Buxoriy verfasste mehrere poetische Sammlungen:
- ''Oq qushim'' (Mein Schwan; 1979)
- ''Erka qushim'' (Mein männlicher Vogel; 1979)
- ''Yorugʻlik odami'' (Mann des Lichts; 1983)
- ''Roʻmolcha'' (Schal; 1988)
- ''Buxoroga Buxoro keldi'' (Buxoro ist nach Buxoro gekommen; 1999)
- ''Durdonalar'' (2005)

## Auszeichnungen
- Orden „Mehnat Shuhrati“ (Arbeitsruhm)[1]
- Orden "Fidokorona hizmatlari uchun'' (Für selbstlosen Dienst)[1]